# Drest V
Drest V, també conegut amb el nom de Drest mac Munait, va ser rei dels pictes del 555 al 556.
Segons la Crònica picta, hauria regnat només un any entre Talorc mac Muircholaich i Galam Cennalath.